# Mramornyj dom
Mramornyj dom  (ros. Мраморный дом) – radziecki film przygodowy z 1972 roku.

## Obsada
- Siergiej Choriejew jako Pietia
- Rifat Musin jako Ilgiz
- Jelena Tomosianc jako Elmira
- Irina Szewczuk jako Marina
- Siergiej Nikonienko jako Małachitow
- Nikołaj Rybnikow jako Momoczko
- Walerij Nosik jako „Hitler”